# Sungods in Exile
Sungods in Exile (Secrets of the Dzopa of Tibet) este o carte publică în 1978 sub pseudonimul David Agamon pe baza unor presupuse notițe ale Dr Karyl Robin-Evans despre care Agamon pretindea că a fost profesor la Universitatea Oxford.
Cartea prezintă o expediție din 1947 în Tibet în care oamenii de știință au vizitat munții Bayan Har Uul. Robin-Evans a susținut că tribul Dropa era de origine extraterestră și că s-a prăbușit pe Pământ. Cartea prezintă fotografii ale tribului și presupuse pietre Dropa care ar conține mesaje de la extratereștrii.
Deși cercetătorilor le-a fost imposibil să-l găsească pe Dr Karyl Robin-Evans, pietrele Dropa au apărut în mod regulat în subcultura OZN și autorul Hartwig Hausdorf a popularizat povestea în cartea sa din 1998 The Chinese Roswell.  Diferitele variante de mai târziu ale poveștii adaugă un fictiv profesor Tsum Um Nui de la Academia din Beijing pentru Studii Antice care ar fi descifrat limba de pe pietre.
În 1995, autor britanic David Gamon a admis în Fortean Times că el a scris cartea Sungods in Exile ca o farsă sub pseudonimul Agamon, inspirat fiind de popularitatea lui Erich von Däniken și a cărților sale despre astronauții antici.  Sursa de inspirație a fost un articol din revista Russian Digest din anii 1960 și romanul francez de science-fiction din 1973 Les disques de Biem-Kara de Daniel Piret.